# Minettia loewi
Minettia loewi är en tvåvingeart som först beskrevs av Ignaz Rudolph Schiner 1864.  Minettia loewi ingår i släktet Minettia, och familjen lövflugor. Arten är reproducerande i Sverige.